# 曼特尔
曼特尔是德国巴伐利亚州的一个市镇。总面积16.85平方公里，总人口2939人，其中男性1452人，女性1487人（2011年12月31日），人口密度174人/平方公里。